# دیابلو (فیلم ۲۰۲۵)
دیابلو یا شیطان (به انگلیسی: برگرفته‌از واژه اسپانیایی Diablo) یک فیلم اکشن و انتقام‌جویانه کلمبیایی-آمریکایی محصول سال ۲۰۲۵ به کارگردانی ارنستو دیاز اسپینوزا با بازی اسکات ادکینز و مارکو زارور است. 

## خلاصه فیلم
کریس چانی (ادکینز) که پس از آزادی از زندان، ماموریتی خطرناک را برای انجام یک وعده قدیمی آغاز می‌کند اما با ربودن الیزا (آلانا د لا روزا)، دختر یک گانگستر قدرتمند، خود را در خطر می‌بیند. پدرش، وینسنت، از تمام دنیای زیرزمینی جنایتکار دعوت می‌کند تا او را زنده برگردانند. ال کوروو (زارور)، یک قاتل روانی، نه برای پول بلکه برای انتقام‌گیری خود از خانواده وینسنت به شکار می‌پیوندد. کریس باید هم از پدر قدرتمند الیسا و هم از قاتل بی‌رحمی که برای انتقام‌جویی در سر دارد طفره برود تا آن‌قدر زنده بماند که داستان کاملی را که از او پنهان‌ شده است را به الیزا بگوید.

## بازیگران
- اسکات ادکینز در نقش کریس چانی
- مارکو زارور در نقش اِل کوروو؛ آدم‌کش روانی
- آلانا د لا روزا در نقش الیسا؛ دختر گانگستر قدرتمند
- لوچو ولاسکو در نقش وینسنت؛ پدر الیزا گانگستر قدرتمند

## تولید
پیش‌تولید
در مه ۲۰۲۳، اعلام شد که قرار است اسکات ادکینز و مارکو زارور در فیلم "دیابلو" بازی کنند، که تصویربرداری اصلی در فوریه ۲۰۲۴ آغاز می‌شود.
فیلمبرداری
تصویربرداری اصلی در ۱۳ فوریه ۲۰۲۴ در کلمبیا آغاز شد. در ۹ مارس ۲۰۲۴ فیلمبرداری به پایان رسید.

## انتشار
در ماه مه ۲۰۲۴، گروه سرگرمی گریند استون (گریندستون اینتِرتِینمِنت گروپ) حقوق پخش فیلم در آمریکای شمالی را به دست آورد و در ۱۳ ژوئن ۲۰۲۵ در ایالات متحده آن را منتشر کرد.

## بازخوردها
- در وب‌سایت جمع‌آوری نقد و بررسی راتن تومیتوز، دارای ۷۱٪ تائیدیه براساس رای ۱۴ نقد منتقدان است.[۴]